# 富成功
富成功（法語：Joseph-Sylvain-Marius Fabrègues, C.M.，1872年11月26日－1928年11月24日），法国遣使会士，天主教直隶中境宗座代牧区宗座代牧。
1872年11月26日，富成功出生于法国Montpellier 。1896年5月30日（23岁），富成功成为遣使会神父。1910年2月19日，富成功被任命为直隶中境宗座代牧区首任宗座代牧。同年5月22日祝圣。
1923年6月12日（50岁），富成功调任直隶北境代牧区助理宗座代牧，由满德贻主教接任直隶中境宗座代牧区宗座代牧（1924年-1930年）。不久富成功改称北京宗座代牧区助理宗座代牧。1928年11月24日，富成功主教去世，年56岁。